# Salvelinus murta
Salvelinus murta — вид костистих риб родини Лососеві (Salmonidae). Риба зустрічається лише в Ісландії в озері Тінгвалла площею 77 км². Пелагічний вид, завдовжки до 48 см. Живе до 18 років. Перше парування відбувається у 3-6-річному віці. Живиться зоопланктоном (Daphnia, Cyclops) та комахами.